# Jacqueline Laurent (actrice, 1918)
Ne doit pas être confondu avec Jacqueline Laurent (actrice, 1941).
Pour les articles homonymes, voir Laurent et Jacqueline Laurent.
Jacqueline Laurent, de son vrai nom Jacqueline-Suzanne Janin, est une actrice française née le 6 août 1918 à Brienne-le-Château (Aube) et morte le 18 décembre 2009 à Grasse (Alpes-Maritimes).
Elle fait ses débuts sous le pseudonyme de Jacqueline Sylvère avant de connaître le succès avec le film de Marcel Carné Le jour se lève (1939) dans lequel elle donne la réplique à Jean Gabin.

## Biographie
Mariée peu de temps à l'auteur et metteur en scène Sylvain Itkine avant de devenir la compagne de Jacques Prévert, elle est pressentie pour tourner dans Le Quai des brumes (1938) mais finalement se voit préférer Michèle Morgan. Elle cesse ses activités à la fin des années 1940.

## Filmographie
Sous le nom de Jacqueline Sylvère
- 1935 : Gaspard de Besse de André Hugon

Sous le nom de Jacqueline Laurent
- 1937 : Sarati le terrible de André Hugon : Rose
- 1938 : Les Enfants du Juge Hardy  (Judge Hardy’s Children) de George B. Seitz
- 1939 : Le jour se lève de Marcel Carné
- 1941 : Un chapeau de paille d'Italie de Maurice Cammage[1]
- 1942 : L'Homme qui joue avec le feu de Jean de Limur : Mireille
- 1943 : Les Deux Timides d'Yves Allégret[2]
- 1943 : Dernier Amour (it)  (Addio, amore) de Gianni Franciolini
- 1945 : L'abito nero da sposa de Luigi Zampa
- 1945 : Le Chemin du péché (it) (Le vie del peccato) de Giorgio Pàstina
- 1964 : Le Coup de grâce de Jean Cayrol et Claude Durand